# 建築工房おおやま
建築工房おおやま（けんちくこうぼうおおやま）は、香川県香川郡直島町にある建設会社。

## 概要
直島南部の積浦地区に本社がある。住宅建設のほか、妹島和世や三分一博志などの著名建築家が設計した直島内の建築の施工を数多く手掛ける。
また、貸しギャラリーや宿泊施設も運営している。代表の大山貴史は、島内の有志が島おこしに取り組む「直島塾」の会長も務めている。

## 主な施工事例

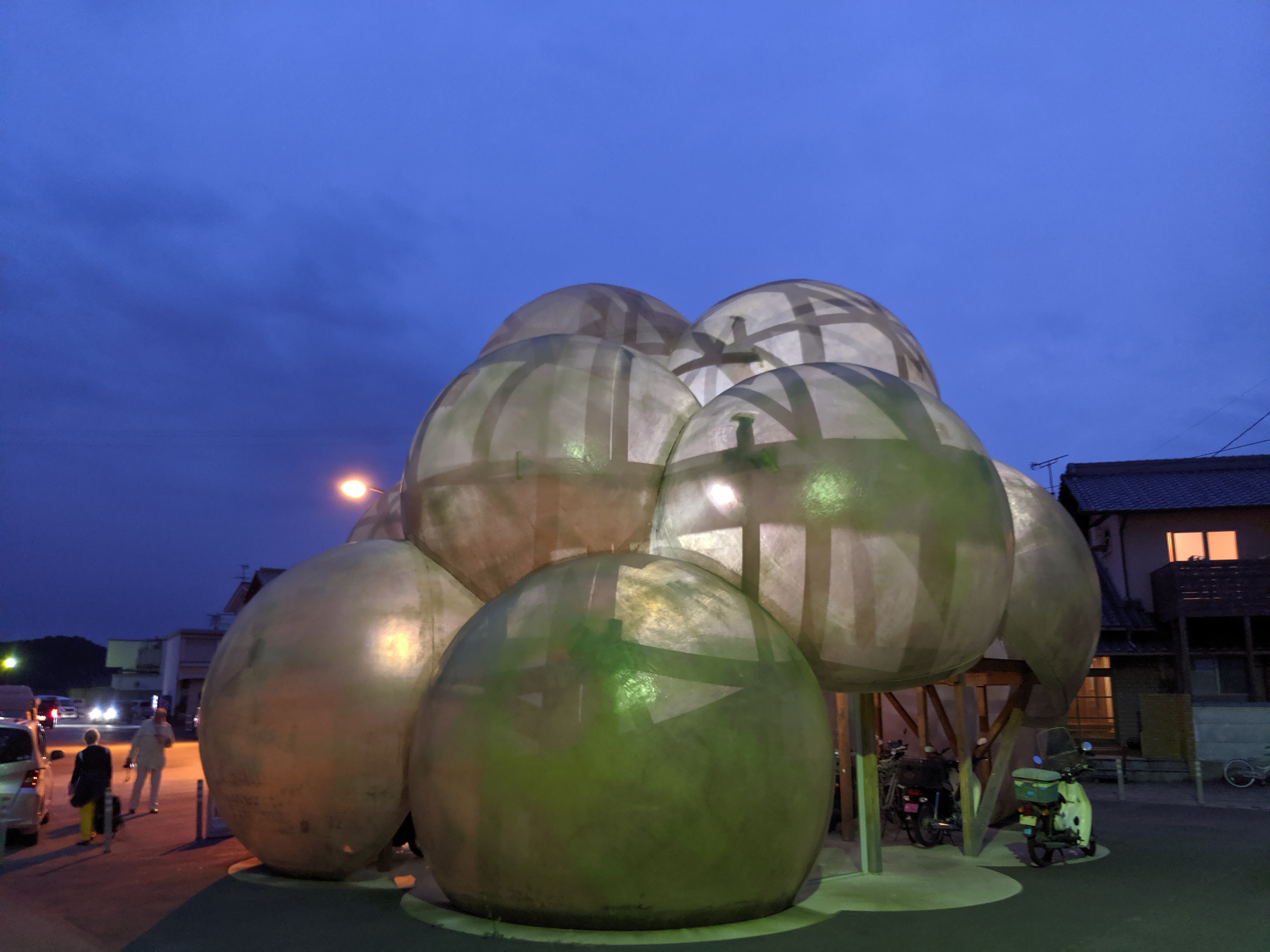
直島（本村）港ターミナル外観

- 直島（本村）港ターミナル外観直島（本村）港ターミナル　SANAA（妹島和世、西沢立衛）設計。2016年竣工[4]。 待合所・駐輪場は木造、トイレはコンクリートブロック造。
- またべえ　三分一博志建築設計事務所設計。リンケンとの共同施工[5]。離れが2014年、母屋が2015年に竣工[6]。本村地区にある個人宅。
- The Naoshima Plan「水」　三分一博志建築設計事務所設計。2019年竣工[7]。瀬戸内国際芸術祭2019にあわせて公開。

## 外部リンク

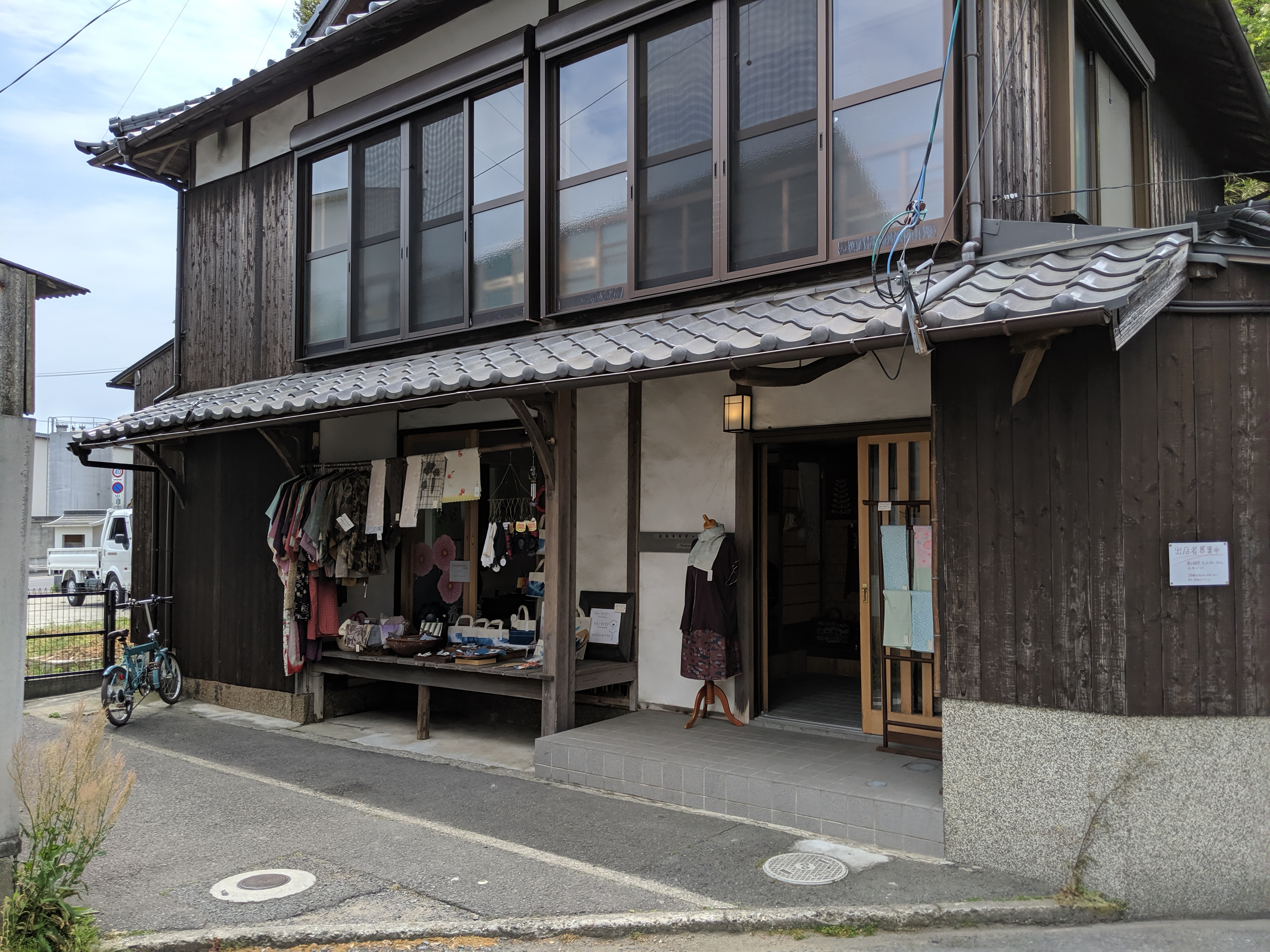
直島本村ギャラリー外観